# Briggen Tre Liljor (film)
Briggen Tre Liljor är en svensk film från 1961 i regi av Hans Abramson. I rollerna ses bland andra Eddie Axberg, Allan Edwall och Sigge Fürst.
Filmens förlaga var romanerna Briggen Tre Liljor och Mickel Sjöfarare av Olle Mattson. Mattson skrev även filmens manus. Kompositörer var Torbjörn Iwan Lundquist och Charles Redland, fotograf Lasse Björne och klippare Lennart Wallén. Inspelningen ägde rum 1961 i Filmstaden Råsunda i Stockholm och i Stenungsund. Filmen premiärvisades den 26 december samma år på flera biografer runtom i Sverige. Den var 88 minuter lång och barntillåten.

## Handling
Filmen handlar om Mickel Mickelsson, en tolvårig pojke som finner en skatt och återser även sin sedan många år bortreste far.

## Om filmen
Filmen har visats i SVT, bland annat i november 2018.

## Rollista
- Eddie Axberg – Mickel Mickelsson, 12 år
- Annika Lindskog – Tua-Tua, lärarens dotter
- Sigge Fürst – Pat O'Brien, Mickels far
- Naima Wifstrand – farmor
- Allan Edwall – Simon
- Claes Gill – Grille, timmerman
- Kolbjörn Knudsen – Sintor, patron
- Torsten Lilliecrona – Esberg, lärare
- Sven-Åke Ekman – Enar
- Segol Mann – Mandus, dräng
- Sigvard Törnqvist	– instruktör